# Chanava
Chanava este o comună slovacă, aflată în districtul Rimavská Sobota din regiunea Banská Bystrica. Localitatea se află la altitudinea de 168 m deasupra n.m., se întinde pe o suprafață de 18,93 km2 și în 2017 număra 720 de locuitori. Se învecinează cu Rumince, Včelince, Štrkovec, Riečka, Rimavská Sobota, Kráľ, Abovce, Lenartovce, Číž, Ivanice și Zádor, Barca și Zádor.

## Istoric
Localitatea Chanava este atestată documentar din 1266.

## Demografie
| An:                | 1994 | 2004   | 2014   | 2024   |
| ------------------ | ---- | ------ | ------ | ------ |
| Număr de persoane: | 673  | 708    | 697    | 715    |
| Diferență:         |      | +5,20% | −1,55% | +2,58% |

| An:                | 2023 | 2024   |
| ------------------ | ---- | ------ |
| Număr de persoane: | 708  | 715    |
| Diferență:         |      | +0,98% |